# Badmómzjay
Badmómzjay, pseudonimo di Jordan Napieray, detta Josy (Brandeburgo sulla Havel, 27 settembre 2002), è una rapper tedesca.

## Biografia
Badmómzjay ha firmato un contratto discografico con l'Universal Music Group e ha fondato la propria etichetta Bad Momz Records nel 2019.
Ha visto la svolta commerciale l'anno seguente grazie all'EP 18, contenente i singoli Move, Rollercoaster, Snowbunny, Signal e T.H.A.L, che hanno fatto il proprio ingresso nella top fifty delle Offizielle Deutsche Charts. Move, Snowbunny e Signal hanno esordito anche nella classifiche di Austria e Svizzera. Nell'ambito del Bravo Otto del medesimo anno Badmómzjay ha ottenuto una candidatura nella categoria di rivelazione.
Nel 2021 ha inciso con Kasimir1441 la hit Ohne dich, che ha conquistato la vetta della graduatoria dei singoli tedesca e austriaca per rispettivamente quattro e tre settimane, diventando la prima numero uno della rapper. È risultato il 3º brano più venduto in Germania durante la prima metà dell'anno con oltre 200 000 unità certificate dalla Bundesverband Musikindustrie, a cui se ne sono aggiunte altrettante 200 000 nel gennaio 2022. Ha in seguito pubblicato i singoli Badmómz, Tu nicht so e Checkst du?!, tratti dal primo album in studio Badmómz. Ha conseguito la sua terza top ten in Germania per mezzo di Mond e la prima da solista grazie a Tu nicht so. Agli MTV Europe Music Awards annuali ha trionfato nella categoria Miglior artista tedesco, mentre il disco Badmómz ha esordito in 7ª posizione nella Deutsche Albumchart.
L'anno successivo a supporto dell'LP l'artista ha imbarcato una tournée nazionale ed è divenuta la prima rapper donna tedesca ad apparire sulla copertina di Vogue Deutschland, vincendo per una seconda occasione consecutiva agli MTV EMA.

## Discografia

### Album in studio
- 2021 – Badmómz
- 2023 – Survival Mode

### EP
- 2020 – 18

### Mixtape
- 2024 – Don't Trust Bitches

### Singoli
- 2019 – 24/7
- 2019 – Zirkus
- 2020 – Bounce
- 2020 – Move
- 2020 – Rollercoaster
- 2020 – Snowbunny
- 2020 – Signal
- 2020 – T.H.A.L
- 2020 – Naughty or Nice
- 2021 – Ohne dich (con Kasimir1441)
- 2021 – Irgendwie egal (con Takt32 e Jumpa)
- 2021 – Badmómz
- 2021 – Rapstar (con Jumpa)
- 2021 – Tu nicht so
- 2021 – Checkst du?!
- 2021 – Sterne unterm Dach
- 2021 – Mond (con Montez)
- 2021 – „Hahaha”
- 2022 – Andale (con DJ Jeezy, Bausa e Kalim)
- 2022 – Nie mehr zurück (con Bozza, Kool Savas e Sido)
- 2022 – Survival Mode
- 2022 – Keine Tränen
- 2022 – Yeah Hoe
- 2023 – Auf die Party (con Domiziana)
- 2023 – RIP (con Takt32)
- 2023 – Mh Mh (con Juju)
- 2023 – Airplanes (con Kool Savas)
- 2023 – Komm mit
- 2023 – 4 Life (con Takt32 e Vito)
- 2024 – DTB (Level Space Edition)

### Collaborazioni
- 2020 – Sorry Not Sorry (Monet192 feat. Takt32 & Badmómzjay)

## Tournée
- 2022 – Tour nicht so
- 2023 – Live ohne Backup Tour
- 2024 – Survival Mode Tour